# 沼の王の娘

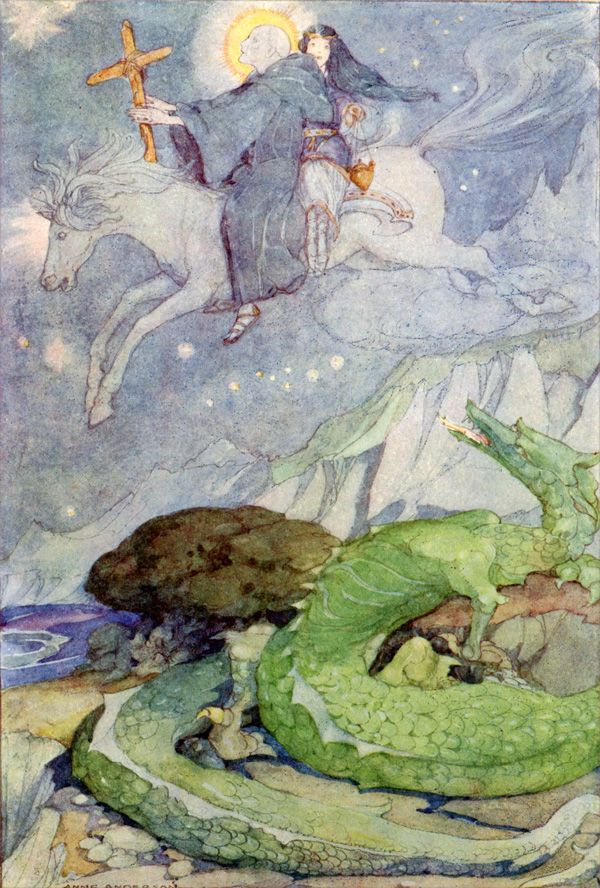
沼の王の娘（画:アン・アンダーソン）

「沼の王の娘」（ぬまのおうのむすめ　丁: Dyndkongens Datter）は、ハンス・クリスチャン・アンデルセンの創作童話の一つ。ヴァイキング時代のユトランド半島およびエジプトにおける、邪悪な沼の王とエジプトの王女の間に生まれた娘の物語である。
『童話と物語の新集 第一巻第二冊（丁: Nye Eventyr og Historier. Første Række. Anden Samling.）』に「かけっこ」「鐘が淵」とともに収録され、1858年5月にコペンハーゲンで刊行された。

## 舞台設定
アンデルセンのほとんどの童話とは異なり、本作品は時代と場所を具体的に特定することができる。時代はヴァイキング時代の末期であり、場所は冒頭よりヴェンシュセルやスカーイェンなどのデンマークの実在するユトランド半島北部の地名が表れ、また、コウノトリを介して遠くエジプトに舞台が移る。アンデルセンは自著『「童話と物語」のための自註　二』（1874年）において、本作品の筋はすぐにできたものの何度か書き直してその出来に納得せず、物語をより明快にし精彩を強めるためにアイスランド・サガやアフリカ紀行、渡り鳥に関する書物を参考にした旨を述べている。

## あらすじ

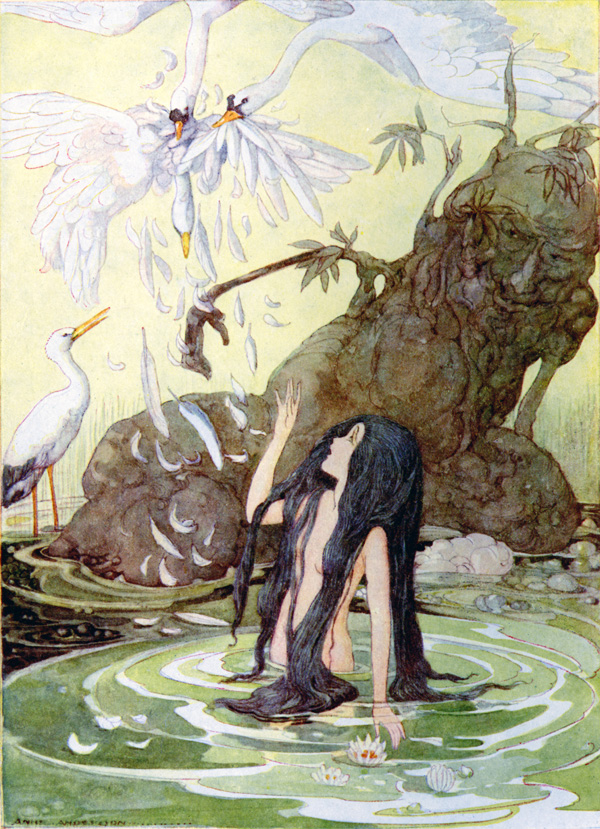
汚い姉妹は王女の白鳥の毛皮を引き裂いて飛んでいってしまう（画:アン・アンダーソン）

夏をユトランド半島のヴァイキングの家で、冬をナイル川のほとりですごすコウノトリの一家。あるときコウノトリの父さんが空を飛んでいると、三羽の白鳥が底なし沼に降り立った。そのうちの一羽が白鳥の毛皮を脱ぐと、それはコウノトリが見たことのあるエジプトの王女であった。彼女はエジプト王の病を治すために沼の中の花を取りに来たのだった。しかし王女の姉妹である残りの二羽の白鳥は、王女から預かっていた白鳥の毛皮を引き裂くと王女を残してエジプトに帰ってしまう。沼に取り残された王女は、沼の主である邪悪な沼の王に引きずり込まれて沼の深くに沈んでしまった。
それから長い時が経ち、コウノトリの父さんは沼のスイレンの花の上に赤ちゃんがいるのを見つける。それは沼の王と女王との間の娘であった。コウノトリは子どものいないヴァイキングの奥さんの元に赤ちゃんを届ける。ヴァイキングの奥さんはかわいい赤ちゃんを授かったことに喜び、彼女を自分の手で育てることにする。しかしその赤ちゃんは沼の王の血筋を受け継いでいたため、昼は邪悪な心を持ったかわいい子に、夜は清らかな心を持つが醜いヒキガエルになるのであった。ヴァイキングの奥さんはその秘密を隠して赤ちゃんを育てた。
やがて赤ちゃんは美しい娘に育ち、ヘルガと呼ばれるようになった。ヘルガはやはり荒々しく邪悪な心を持っていたが、ヴァイキングが捕虜として連れてきた神父により本来の美しい心を取り戻す。神父は盗賊に殺されてしまうが、ヘルガは彼の霊に導かれ彼女の母親である王女と再会する。二人はコウノトリが悪い姉妹から取り上げてきた白鳥の毛皮を着て飛び立ち、病に伏す王の待つエジプトへ戻った。そして、二人が王の体に身をかがめると王は病から回復した。
月日が流れ、ヘルガはアラビアの国の王子と結婚することとなった。婚礼の日の夜、ヘルガの前に死んだ神父が現れる。ヘルガは、天国を見せてほしい、少しだけでも父なる神の顔を拝ませてほしい、と彼に願う。ヘルガはほんの少しの間天国を見ることができたが、地上に戻ってみるとそこは婚礼の日から何百年も経った世界であった。